# Добрень (Телеорман)
Добрень, Добрені (рум. Dobreni) — село у повіті Телеорман в Румунії. Входить до складу комуни Тетерештій-де-Сус.
Село розташоване на відстані 77 км на захід від Бухареста, 52 км на північ від Александрії, 105 км на схід від Крайови, 142 км на південь від Брашова.

## Населення
За даними перепису населення 2002 року у селі проживали 226 осіб, усі — румуни. Усі жителі села рідною мовою назвали румунську.